# أومبار سوروكو
أومبار أندريا سوروكو كوردوفا (من مواليد 3 مارس 1996) هي لاعبة كرة قدم تشيلية تلعب دور الظهير الأيمن لسانتياغو مورنينغ والمنتخب التشيلي الوطني للسيدات.